# Łapy
Łapy – miasto w województwie podlaskim w powiecie białostockim, siedziba gminy miejsko-wiejskiej Łapy. Położone na Nizinie Północnopodlaskiej nad rzeką Narew.
Według danych GUS z 1 stycznia 2024 r. Łapy liczyły 14 436 mieszkańców.
Znajdują się w nim zamknięte Zakłady Naprawcze Taboru Kolejowego w Łapach S.A. (ZNTK w Łapach S.A.), obecnie na miejscu ZNTK działa zakład Warsztaty Wagonów Kolejowych WWK Łapy, mleczarnia oraz zamknięta w lutym 2008 cukrownia. Ponadto Łapy są ośrodkiem medycznym i edukacyjnym dla obszaru byłego powiatu łapskiego.
Łapy leżą na Podlasiu, w historycznej ziemi bielskiej.

## Położenie
Miasto Łapy jest usytuowane w Polsce północno-wschodniej. Zgodnie z podziałem Polski na regiony fizycznogeograficzne dokonanym przez prof. Jerzego Kondrackiego miasto Łapy leży na Nizinie Północnopodlaskiej, w Dolinie Górnej Narwi. Miasto Łapy położone jest nad rzeką Narew.
Miasto znajduje się w otulinie Narwiańskiego Parku Narodowego.
Według danych z 1 stycznia 2010 r. powierzchnia miasta wynosiła 12,14 km².
Miasto Łapy powstało 1 stycznia 1925 z części gminy Poświętne (osada Łapy oraz wsie Łapy-Barwiki, Łapy-Leśniki, Łapy-Bociany, Łapy-Wity, Łapy-Goździki i Łapy-Zięciuki).
W latach 1954–1975 Łapy były siedzibą powiatu w województwie białostockim. Od 1975 do 1998 miasto administracyjnie należało do województwa białostockiego w kolejnym podziale administracyjnym.

### Dzielnice
Obecnie Łapy składają się z następujących dzielnic:
- Barwiki[5]
- Bociany[5]
- Goździki[5]
- Leśniki[5]
- Osse
- Popłoniec
- Wity[5]
- Wygwizdowo
- Zięciuki[6].

## Historia

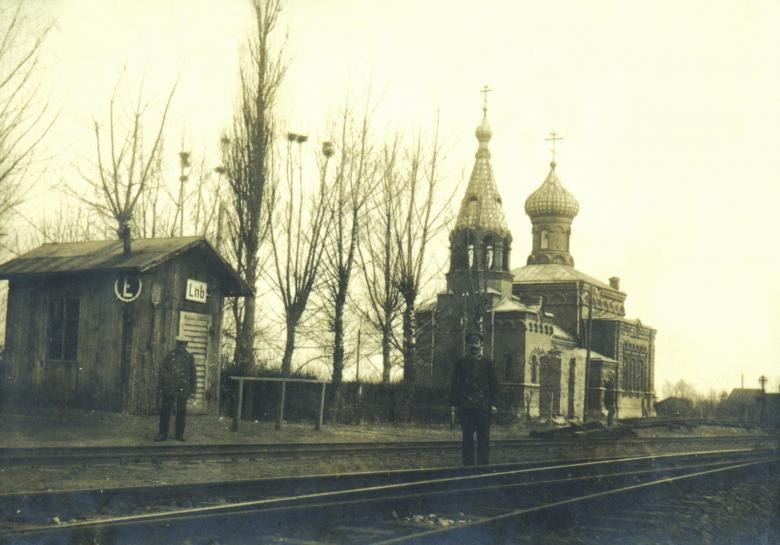
Nieistniejąca cerkiew św. Mikołaja w Łapach

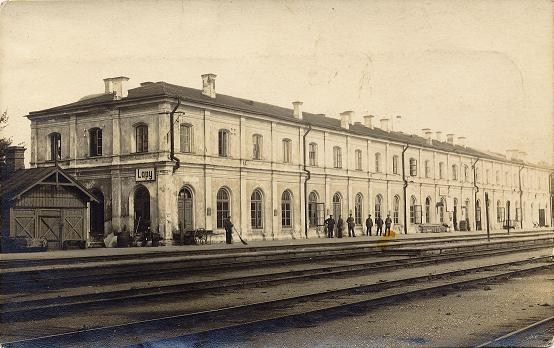
Dawny dworzec kolejowy

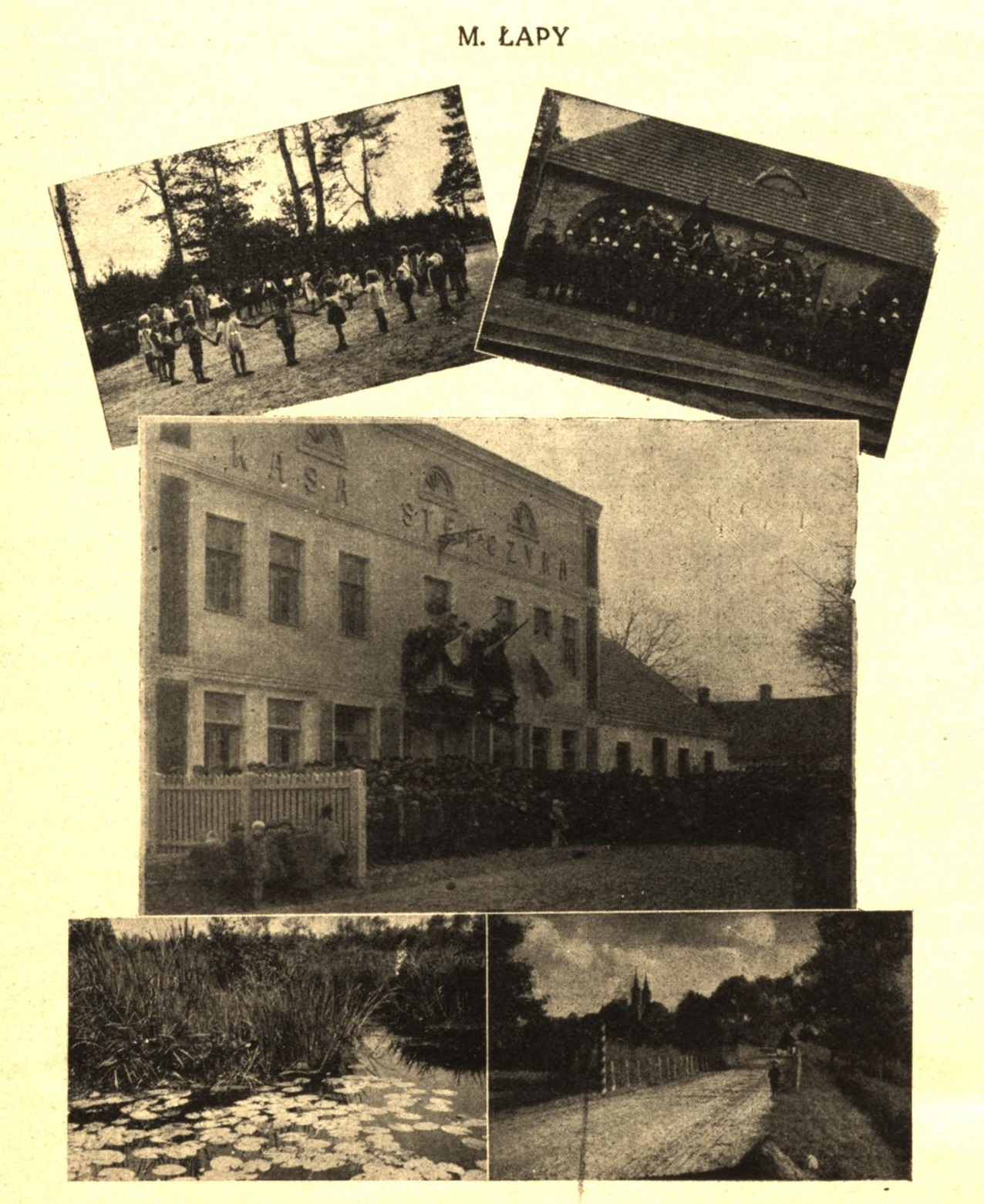
Łapy w 1931 roku

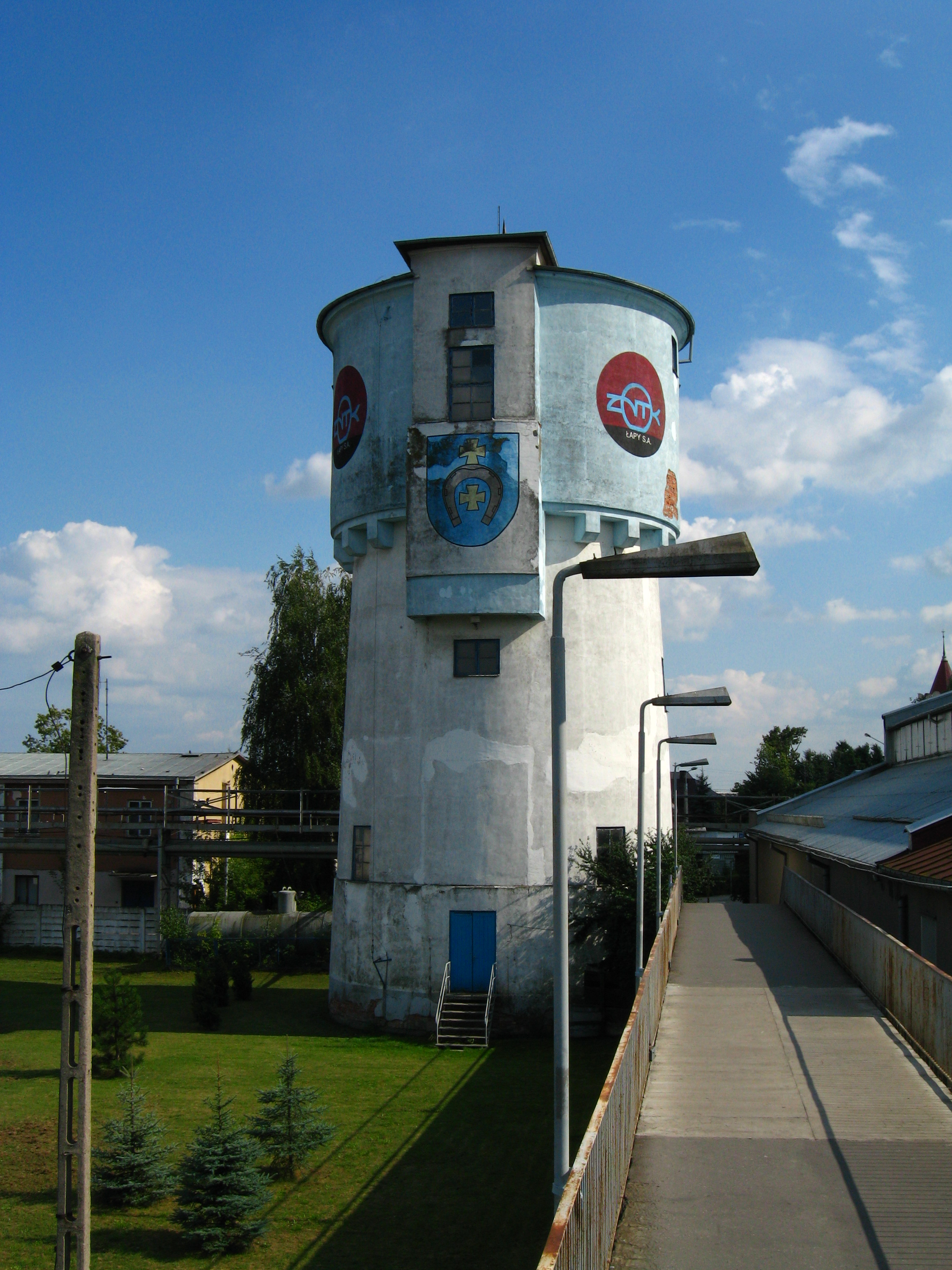
Wieża ciśnień, przy stacji kolejowej w Łapach

Nazwa Łapy jest pochodzenia mazowieckiego i pierwotnie oznaczała przydomek rodu, który założył osadę nad Narwią. Legenda wiąże powstanie miasta Łapy ze szlachcicem Łappą herbu Lubicz, który osiadł tutaj w czasie kolonizacji mazowieckiej w XV wieku.
Pierwsze wzmianki historyczne o tych terenach pochodzą z początku XIII wieku. Wiadomo, że w 1375 Płonka Kościelna była samodzielną parafią. Początkowo Łapy stanowiły zaścianek, gdzie szlachta od zawsze kultywowała tradycje patriotyczne. Wkrótce w wyniku rozrostu wioski powstały osady zlokalizowane na zachodnim i wschodnim brzegu rzeki Narew (w późniejszych wiekach handlowego szlaku wodnego z miejscowości Suraż do Gdańska, XVI–XVII w. i po II wojnie światowej z Puszczy Białowieskiej do Tykocina) i po wschodniej stronie traktu Suraż – Płonka.
W wyniku powiększania się rodu powstało szereg zaścianków, takich osad jak: Rechy, Brusięta, Barwiki, Korczaki, Pluśniaki, Wągle, Wity, Zięciuki, Kosmyki, Łazie, Stryjce, Wojtysze. Niektóre z tych nazw zaniknęły, a pojawiły się nowe, takie jak: Goździki, Dębowizna, Bociany, Leśniki. Po III rozbiorze Polski Łapy znalazły się pod zaborem pruskim, a w 1807 po układzie w Tylży ziemie te znajdowały się w Księstwie Warszawskim, następnie w 1815 w Królestwie Polskim. Ważnym wydarzeniem dla dalszej historii Łap był 1812, kiedy to dwukrotnie przemaszerowały tędy wojska napoleońskie. W latach dwudziestych XIX wieku zaścianki liczyły ponad 1000 mieszkańców i 180 domów. W 1925 przez połączenie sześciu zaścianków (Łapy-Barwiki, Łapy-Leśniki, Łapy-Zięciuki, Łapy-Wity, Łapy-Goździki, Łapy-Bociany) powstały Łapy mające charakter osady rolniczej.
Łapy swój rozwój zawdzięczają oddaniu do użytku 15 grudnia 1862 linii kolei warszawsko-petersburskiej ze stacją kolejową w Łapach oraz wybudowaniu przez Francuzów w tym samym roku warsztatów naprawy parowozów oraz wagonów. Spowodowało to nie tylko napływ rzemieślników i robotników z okolicznych wiosek, ale i również z odległych ziem polskich i Cesarstwa Rosyjskiego. W nocy z 22 na 23 stycznia 1863 r. stacja kolejowa w Łapach została zdobyta przez grupę kolejarzy z warsztatów oraz oddział powstańczy Władysława Cichorskiego „Zameczka”. Zakłady naprawy wagonów istniały w Łapach pod nazwą Zakłady Naprawcze Taboru Kolejowego w Łapach S.A. Inwestycje te miały decydujący wpływ na urbanizację Łap, którym 1 stycznia 1925 zostały nadane prawa miejskie. W 1929 istniał tu kościół katolicki i synagoga. W okresie międzywojennym miejscowość była bastionem wpływów Polskiej Partii Socjalistycznej (w 1928 roku partia zdobyła tu w wyborach sejmowych aż 2/3 głosów). W przededniu II wojny światowej miasto liczyło około 7300 mieszkańców.
W czasie II wojny światowej w Łapach Niemcy umiejscowili posterunek żandarmerii. Żandarmi brali udział w licznych pacyfikacjach okolicznych wsi. W lipcu 1941 Niemcy utworzyli w Łapach getto dla ludności żydowskiej. Przebywało w nim ok. 600 osób, które m.in. były zatrudniane w firmie Goltza. Ponadto do pracy w warsztatach kolejowych, przejętych przez administrację niemiecką pod nazwą Reichsbahnusbesserungswerk Lapy, dowożono codziennie pociągiem żydowskich robotników przymusowych z pobliskich Sokół, gdzie również znajdowało się getto. Podczas likwidacji getta 2 listopada 1942 (równocześnie z gettem w Sokołach) ok. 450 Żydów wywieziono do obozu przejściowego w Białymstoku. Około 100 osób zbiegłych z getta zamordowano w następnych dniach podczas obław w okolicach Łap.
W trakcie działań wojennych miejscowość została zniszczona w 80%.

## Zabytki

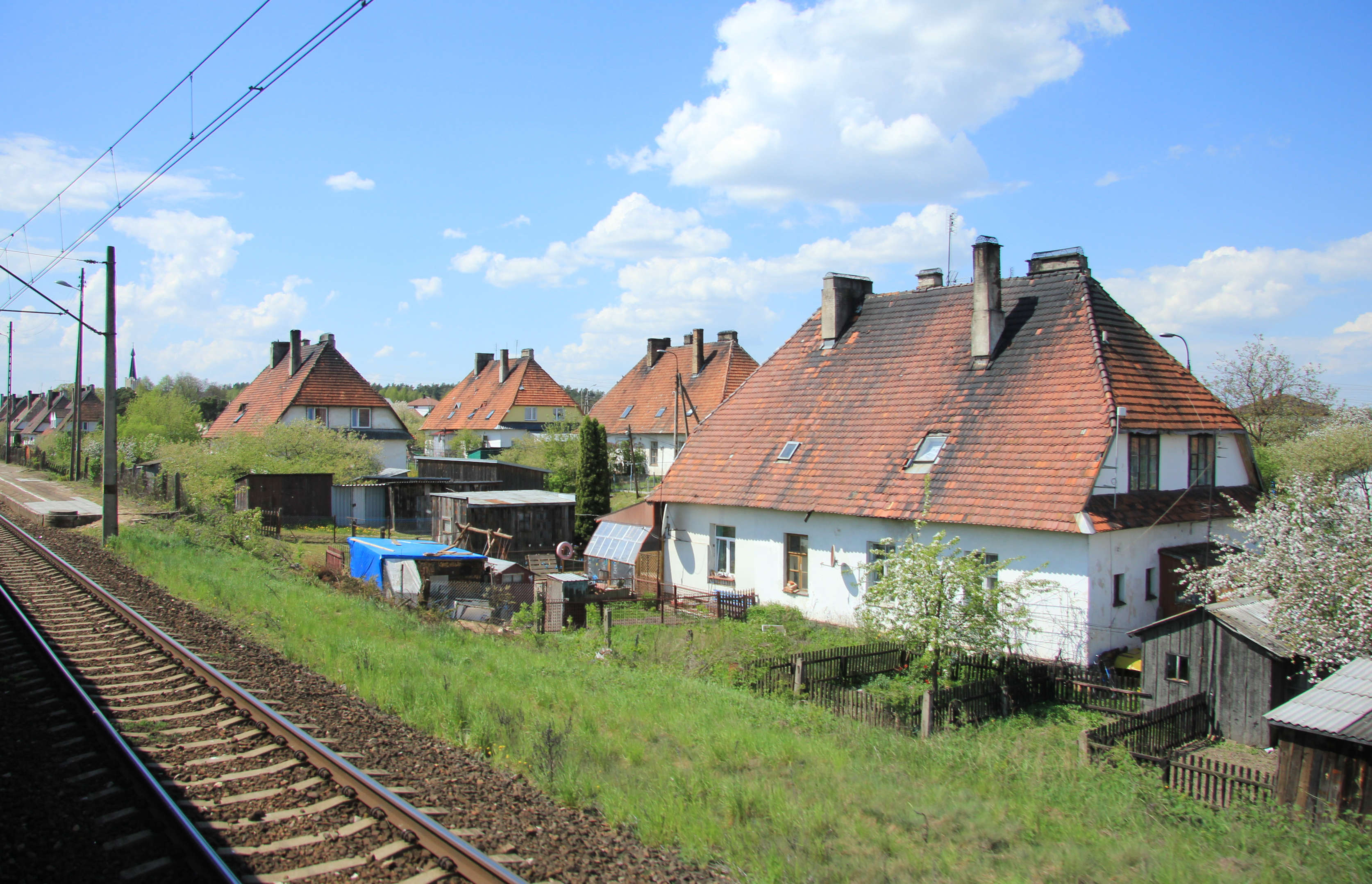
Osiedle kolejarskie „Osse”

Wykaz zabytków nieruchomych wpisanych do rejestru zabytków Narodowego Instytutu Dziedzictwa (stan na 31-01-2025):
- kościół parafialny pw. śś. Piotra i Pawła, ul. 1 Maja, 1913–1926, nr rej.: A-415 z 20.10.1981, projektu Kazimierza Skórewicza[12]
- osiedle kolejarskie Łapy-Osse (27 murowanych domów mieszkalnych), 1925 – po 1930, nr rej.: 646 z 26.06.1987:
  - domy, ul. Kolejowa nr 1, 3, 5, 7, 9, 11, 13, 15, 17, 19, 21,
  - domy, ul. Warszawska nr 1, 3, 5, 7, 9, 11, 13, 15, 17, 19, 21, 23, 25, 27, 29, 31
- osiedle kolejarskie Wygwizdowo, po 1930, nr rej.: A-421 z 22.06.1987:
  - domy, drewniane, ul. Wygwizdowo nr 3, 5, 7, 9 z 1924
- dom, ul. Sikorskiego 54, po 1920, nr rej.: A-140 z 8.07.2005
- Dom Etkunów przy ul. Spółdzielczej 8 z lat 30. XX w.[13], 1930, nr rej.: AQ-21 z 17.08.2001
- cmentarz ewangelicko-prawosławny, ul. Sokołowska, XIX/XX, nr rej.: A-479 z 27.11.2012

## Synagoga
Synagoga została wybudowana przy obecnej ul. Piwnej przed 1914. Był to budynek drewniany na murowanej podmurówce, kryty dwuspadowym dachem z gontem. Został całkowicie zniszczony podczas działań wojennych w 1939. Żydzi nowy dom modlitw urządzili przy ulicy Pierackiego.

## Demografia
Według danych z 30 czerwca 2012 r. miasto liczyło 16 153 mieszkańców.

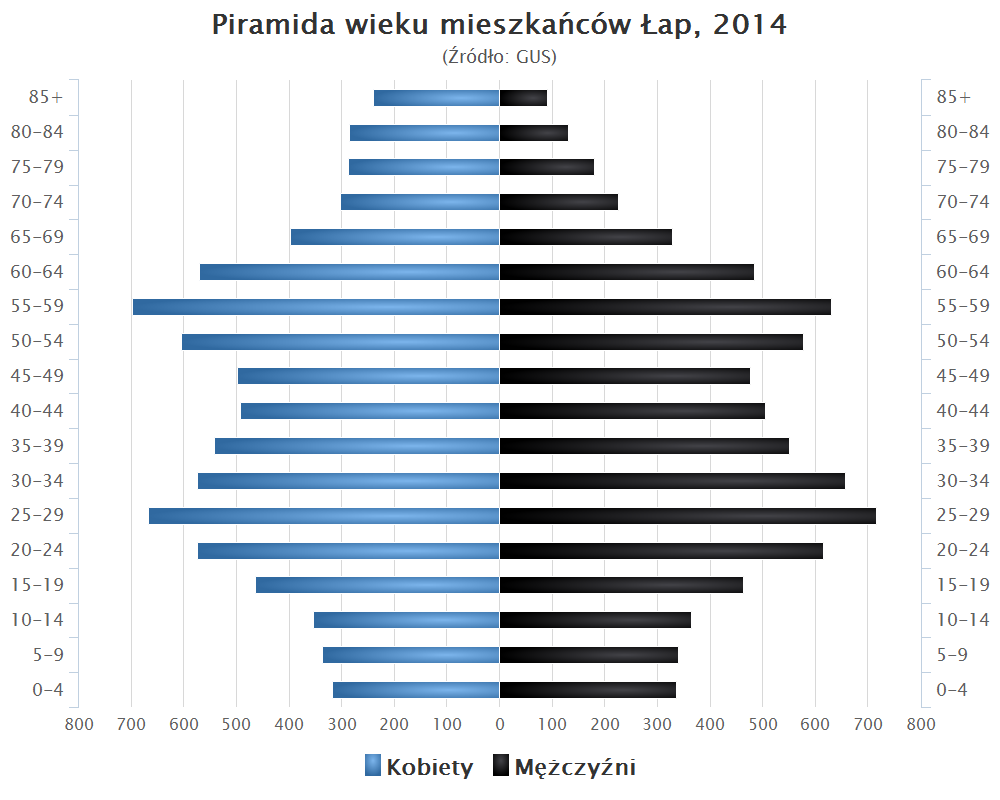
Piramida wieku mieszkańców Łap w 2014 roku

## Gospodarka
Gospodarka Łap do 2009 roku była oparta przede wszystkim na działających wówczas: cukrowni i Zakładach Naprawczych Taboru Kolejowego. Niestety dla miasta, zakłady te zostały zamknięte.
W tej miejscowości planowane jest utworzenie tzw. Podstrefy Łapy w ramach Tarnobrzeskiej Specjalnej Strefy Ekonomicznej. Odpowiedni projekt ustawy trafił do Rady Ministrów.

## Transport

### Drogi
Przez Łapy przebiegają dwie drogi wojewódzkie:
- 681 Roszki-Wodźki – Łapy – Brańsk – Ciechanowiec
- 682 Łapy – Markowszczyzna.

Ponadto 19 km na północ od Łap przebiega droga krajowa nr 8 oraz droga ekspresowa S8.

### Kolej
Przez miasto przebiegają szlaki komunikacyjne:
- linia kolejowa Białystok – Warszawa (Kolej Warszawsko-Petersburska)
- linia kolejowa Łapy – Ostrołęka (częściowo nieczynna).

W centrum Łap znajduje się stacja kolejowa Łapy oraz przystanek kolejowy Łapy Osse, oddalony 3 km od centrum, w dzielnicy Osse.
Z Łap pociągiem można dojechać do wielu miast (Bielsko-Biała, Warszawa, Suwałki, Białystok, Wrocław, Opole, Częstochowa, Kraków, Szczecin, Poznań).

### Przewozy autobusowe
W Łapach znajduje się kilka przystanków autobusowych PKS oraz dworzec autobusowy (obok dworca PKP). Przewoźnik, PKS Białystok, zapewnia połączenia m.in. w kierunku Białegostoku, Zambrowa, Siemiatycz, Bielska Podlaskiego.

### Szlaki rowerowe
Przez Łapy przebiegają:
- Czerwony szlak rowerowy – Obwodnica Rowerowa Narwiańskiego Parku Narodowego (Choroszcz – Zawady – Baciuty – Dobrowoda – Turośń Dolna – Borowskie Michały – Suraż – Łapy – Płonka Kościelna – Łupianka Stara – Jeńki – Waniewo – Kurowo – Jeżewo Stare – Tykocin – Choroszcz)
- Czerwony szlak pieszy im. Włodzimierza Puchalskiego, 36 km (Łapy „Osse” – Gąsówka-Osse – Płonka Kościelna – Płonka-Strumianka – Łupianka Stara – Bokiny – Jeńki – Waniewo – Kurowo – Jeżewo Stare)
- Zielony szlak pieszy Kolejarzy (Łapy „Osse” – Grochy – Turek – Pietkowo – Suraż)

### Turystyka
- Atrakcje

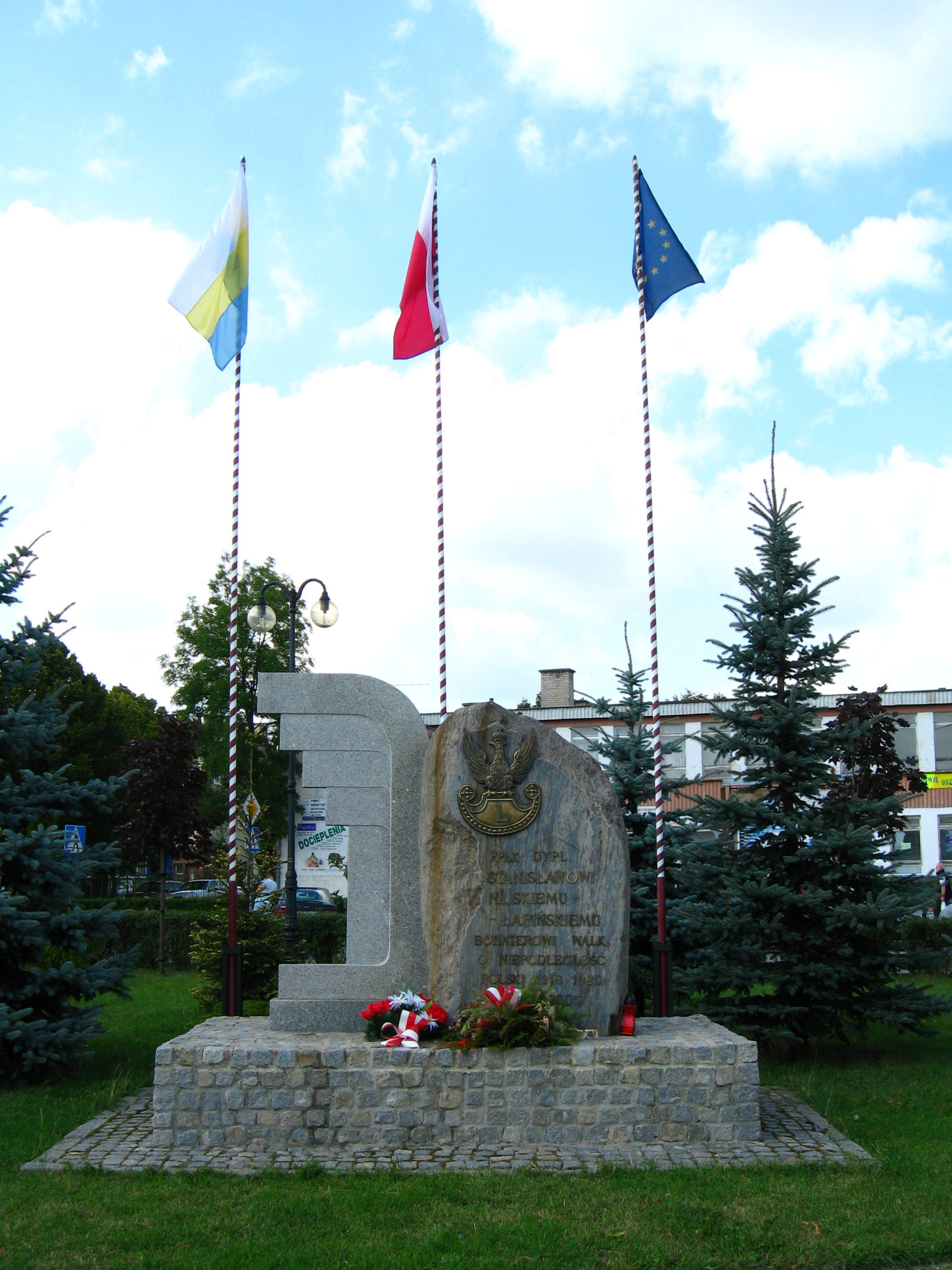
Pomnik ppłk. Nilskiego-Łapińskiego

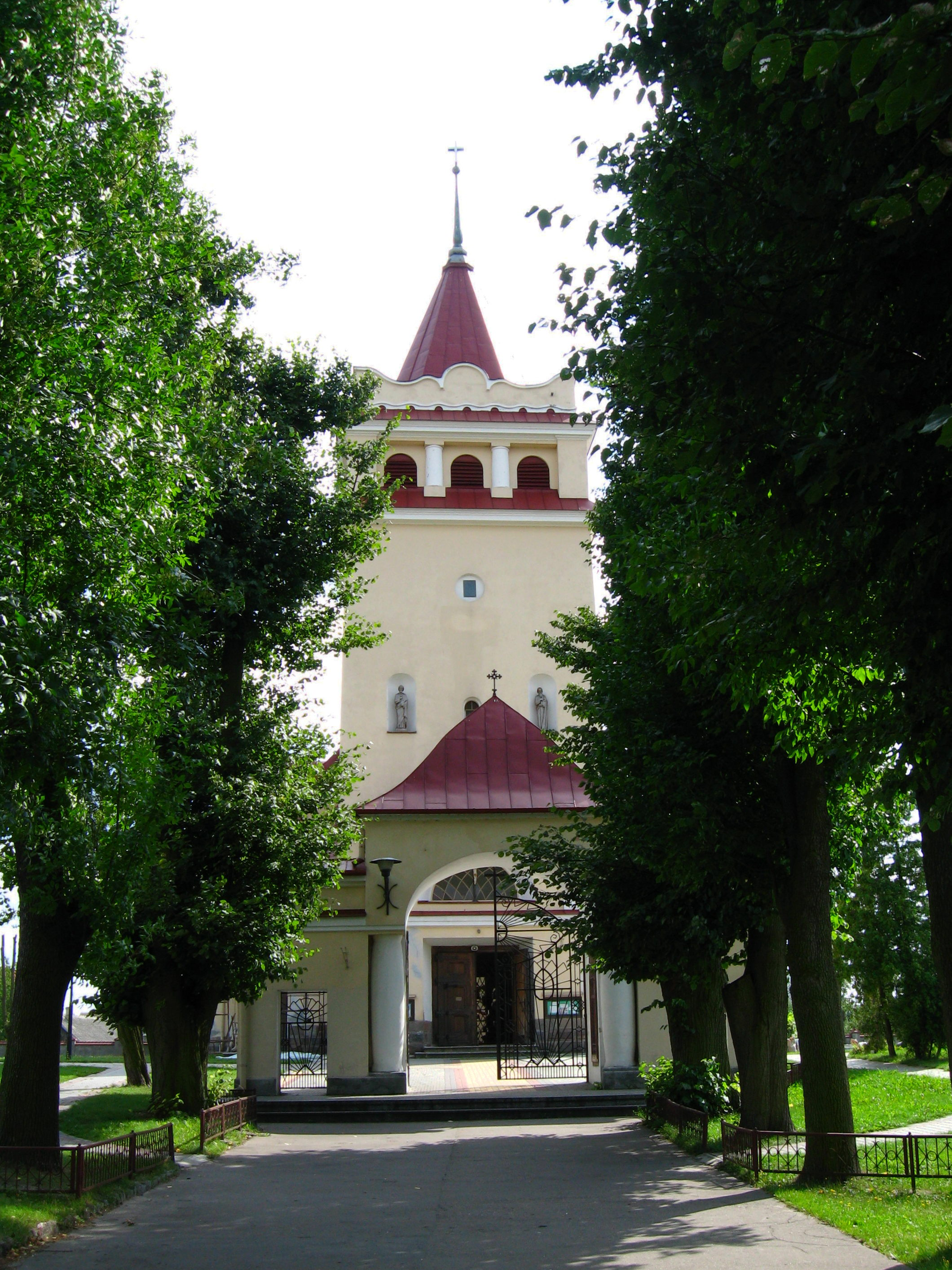
Kościół św. Piotra i Pawła – brama wejściowa i wieża

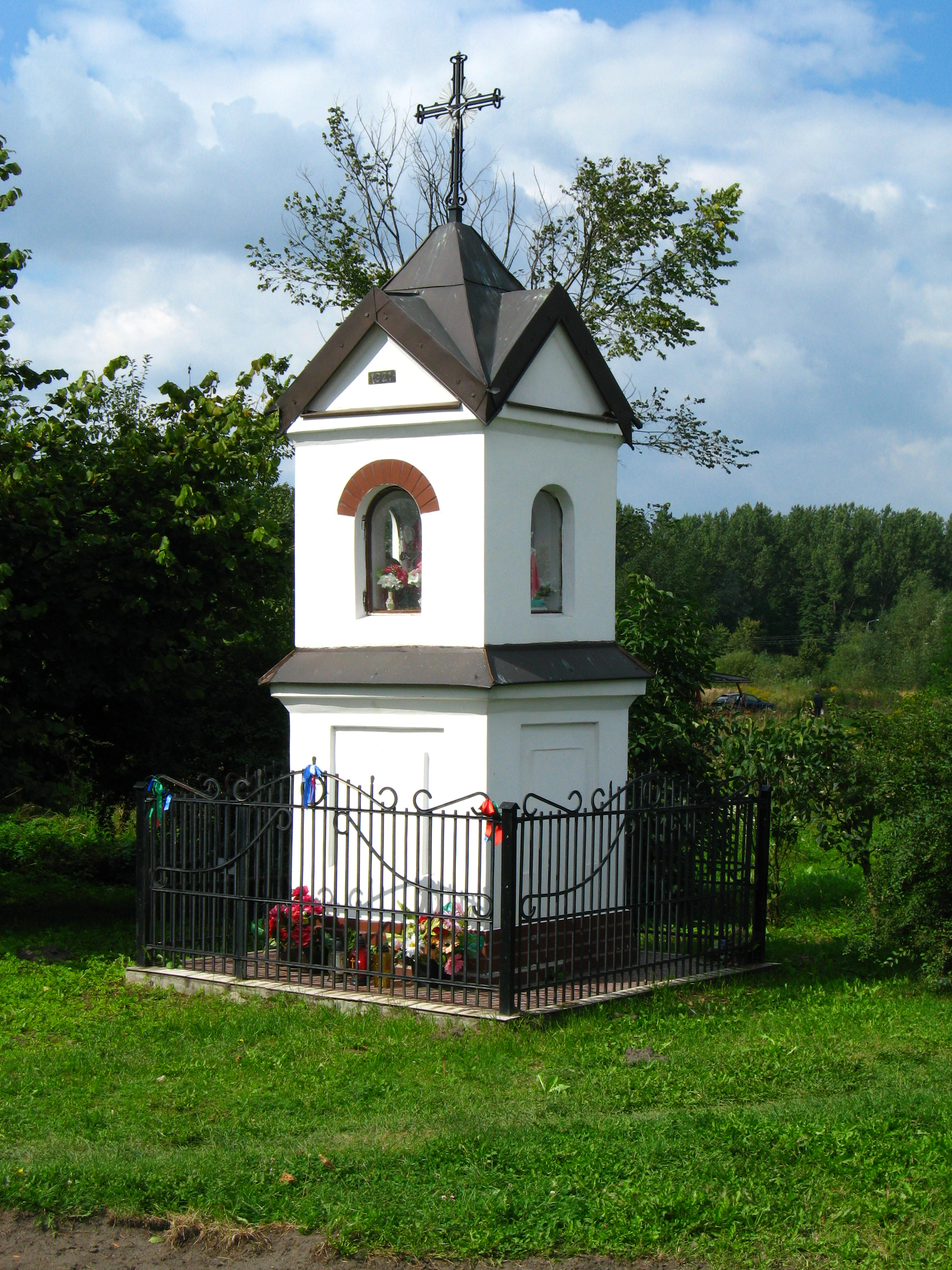
Kapliczka przy ulicy Mostowej

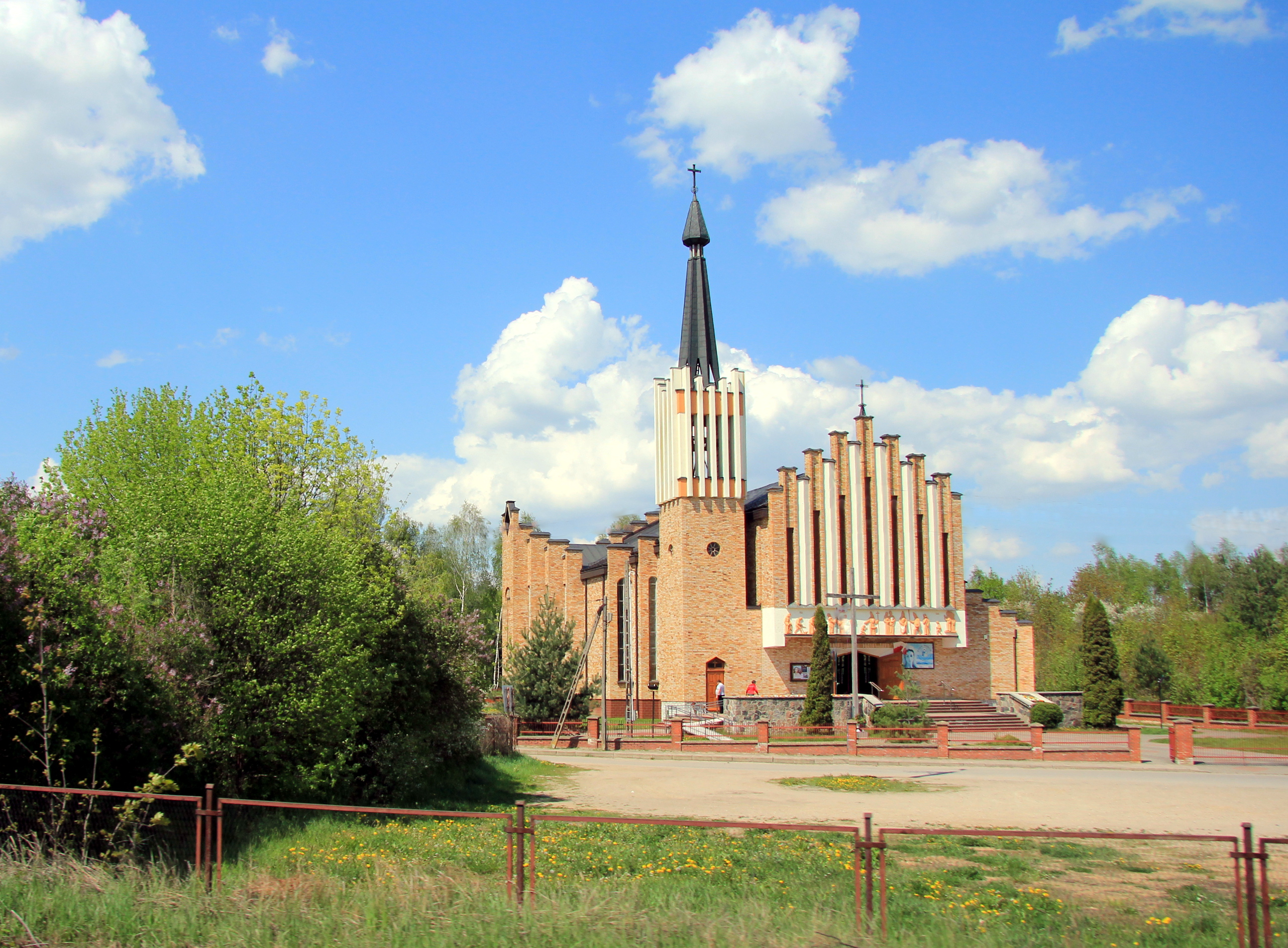
Kościół św. Jana Chrzciciela

  - Dom Etkunów przy ul. Spółdzielczej z lat 20. XX w.
  - Narwiański Park Narodowy
  - Osiedle kolejarskie „Wygwizdowo” – 4 drewniane domy mieszkalne z okresu międzywojennego
  - Osiedle kolejarskie „Osse” – 27 murowanych domów mieszkalnych z lat 30. XX
  - Pomnik Bohaterskich Dzieci Polskich poświęcony pamięci dzieci, które zginęły w czasie II wojny światowej
  - Kamień poświęcony ppłk. Stanisławowi Nilskiemu-Łapińskiemu
  - Wieża ciśnień w zespole dworca kolejowego z początku XX
  - Cmentarz ewangelicko-augsburski i prawosławny Łapy-Osse założony w 1905[18].
  - Zespół Kościoła Parafialnego pod wezwaniem św. Piotra i Pawła:
    - brama murowana z lat 1920–1927
    - plebania drewniana z około 1929
    - wikariat murowany ok. 1930
    - kapliczka z 1920

  - Rynek miasta
  - Zespół blokowy przy ulicy Sikorskiego

## Oświata
Przedszkola
- Przedszkole Samorządowe nr 1
- Przedszkole Samorządowe nr 2

Szkoły podstawowe
- Katolicka Szkoła Podstawowa im. Kardynała Stefana Wyszyńskiego
- Szkoła Podstawowa nr 1
- Szkoła Podstawowa nr 2
- Szkoła Podstawowa nr 3 (w Zespole Szkół w Łapach)

Dawne Gimnazja
- Gimnazjum nr 1 (w tym budynku jest teraz Szkoła Podstawowa nr 1)
- Gimnazjum nr 2 (w Zespole Szkół w Łapach)

Szkoły średnie
- I Liceum Ogólnokształcące
- Zespół Szkół Mechanicznych
  - II Liceum Ogólnokształcące
  - II Liceum Profilowane
  - Technikum
  - Zasadnicza Szkoła Zawodowa
  - Szkoła Policealna dla młodzieży
  - Uzupełniające Liceum Ogólnokształcące dla Dorosłych
  - Liceum Ogólnokształcące dla Dorosłych
  - Szkoła Policealna – zaoczna

## Organizacje i stowarzyszenia kulturalne
- Łapskie Towarzystwo Regionalne im. ppłk. Stanisława Nilskiego-Łapińskiego
- Stowarzyszenie „Kul-Turysta”|Stowarzyszenie „Kul-Turysta”
- Stowarzyszenie Uniwersytet Trzeciego Wieku w Łapach
- Fundacja „Morsy bez granic, Powrót do Natury”[19]
- Teatr Kaprys

## Religia
- Kościół katolicki:
  - parafia Świętego Krzyża

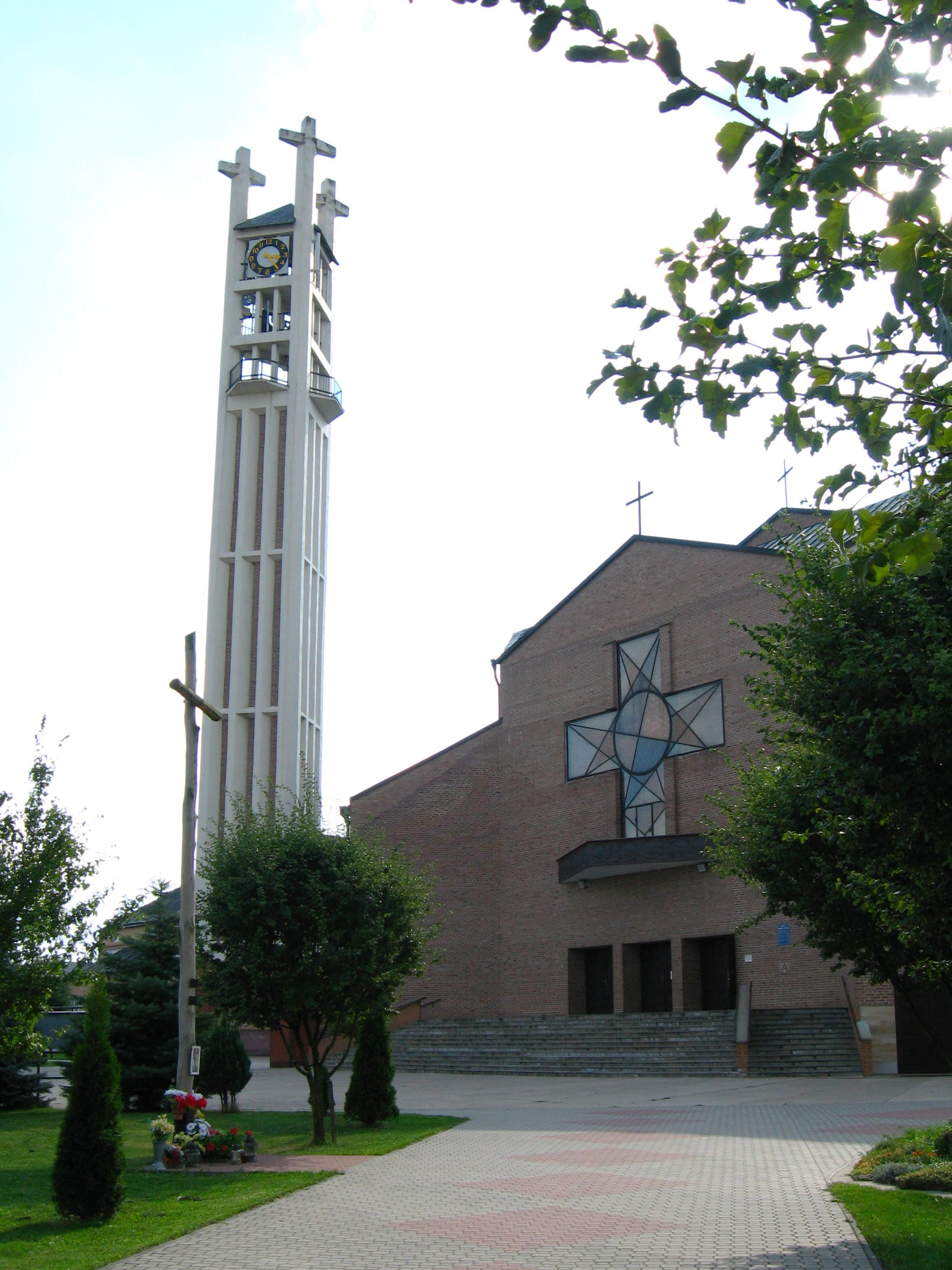
Kościół Świętego Krzyża

  - parafia św. Apostołów Piotra i Pawła
  - parafia św. Jana Chrzciciela

## Kluby i organizacje sportowe
- Pogoń Łapy
- UKS Narew Łapy
- Łapskie Towarzystwo Rowerowe „Peleton”
- UKS „Olimp” LO Łapy
- UKS „Łapa” Łapy
- UKS Akademia Siatkówki Łapy

## Literatura historyczna dotycząca Łap
- Bitwy i potyczki 1863-1864, oprac. Stanisław Zieliński, Raperswil 1913.
- Rocznik Statystyczny Królestwa Polskiego za 1913, Warszawa 1914.
- Skorowidz miejscowości Rzeczypospolitej Polskiej z oznaczeniem terytorialnie im właściwych władz i urzędów oraz urządzeń komunikacyjnych; Warszawa-Przemyśl 1933.
- Słownik geograficzny Królestwa Polskiego i innych krajów słowiańskich, Warszawa 1887.
- Księga adresowa Polski (wraz z W.M. Gdańskiem) dla handlu, przemysłu, rzemiosł i rolnictwa na 1930 r., Warszawa 1930.
- J. Beszta Borowski, Pół wieku zarazy 1944-200. Moje zapiski faktów i refleksji, Komorów 2002.
- S. Chankowski, Powstanie styczniowe w Augustowskiem, Warszawa 1972.
- A. Dobroński, Infrastruktura społeczna i ekonomiczna guberni łomżyńskiej i obwodu białostockiego (1866-1914), Rozprawy Uniwersytetu Warszawskiego, 197, Białystok 1979.
- Ł. Lubicz-Łapiński, Łapy i ich mieszkańcy. Zaścianki Łapińskich w XV-XVIII w., Białystok 2004.
- S. Łaniec, Partyzanci żelaznych dróg w roku 1863, Warszawa 1974.
- M. Olechnowicz, Z przeszłości Łap i okolic, z. 1, Łapy 1999.
- J. Szumski, Łapy w latach 1862–1914, „Białostocczyzna”, nr 1, 1997.
- P. Sobieszczak, Poświętne wczoraj i dziś. Rys historyczny parafii i gminy do końca XX wieku., Łapy 2008.
- P. Sobieszczak, Łapy. Miasto przy kolei, Łapy 2013.